# 三ヶ国語で聴くアニソン!
『三ヶ国語で聴くアニソン!』（さんかこくごできくアニソン）は、2009年4月6日から2013年3月24日まで文化放送超!A&G+で放送されていたラジオ番組。

## 番組概要
2007年の年末に超!A&G+で放送された特別番組「3ヶ国語で送る超!A&G+アニメソング2007」を由来としている。2007年に放送された番組では、日本語を坂祥美、英語・中国語をシュウが担当していた。
番組では、最新のアニメソングを日本語・中国語・韓国語を交えて曲紹介している（ラストナンバーはリスナーからのリクエスト）。また、第2回放送分より過去に大ヒットしたアニメソングの中国語・韓国語のタイトルや、曲にちなんだ中国・韓国の文化を勉強している。

### 放送時間
月1回更新 （第1月曜日を基準として第1週更新）
- 2009年4月6日 - 2009年6月1日

月曜日 21:30 - 22:00 （リピート放送: 火曜日 9:30 - 10:00、土曜日 12:30 - 13:00、日曜日 20:30 - 21:00）
- 2009年7月6日 - 2009年9月7日

月曜日 21:30 - 22:00 （リピート放送: 火曜日 9:30 - 10:00、土曜日 9:00 - 9:30、日曜日 20:30 - 21:00）
- 2009年10月7日 - 2010年3月3日

水曜日 16:30 - 17:00 （リピート放送: 木曜日 6:30 - 7:00、日曜日 22:30 - 23:00）
- 2010年4月7日 - 2010年12月8日

水曜日 16:30 - 17:00 （リピート放送: 木曜日 6:30 - 7:00）
月2回更新 （第1月曜日を基準として第1週・第3週更新）
- 2011年1月5日 - 2011年3月23日

水曜日 16:30 - 17:00 （リピート放送: 木曜日 6:30 - 7:00）
- 2011年4月6日 - 2011年5月18日

水曜日 16:30 - 17:00 （リピート放送: 木曜日 6:30 - 7:00、土曜日 9:00 - 9:30）
- 2011年6月8日 - 2011年9月21日

水曜日 16:30 - 17:00 （リピート放送: 木曜日 6:30 - 7:00）
- 2011年10月9日 - 2013年3月24日

日曜日 18:00 - 18:30 （リピート放送: 月曜日 6:00 - 6:30）

### パーソナリティ
大村真璃佳 - 日本語担当（2009年4月6日 - 2012年9月23日）
雄賀多あや - 同上（2011年10月7日 - 2013年3月24日）
クリストファー・シュウ - 中国語担当
イ・ジョンヒ - 韓国語担当